# Dub (jantes)
Pour les articles homonymes, voir Dub (homonymie).

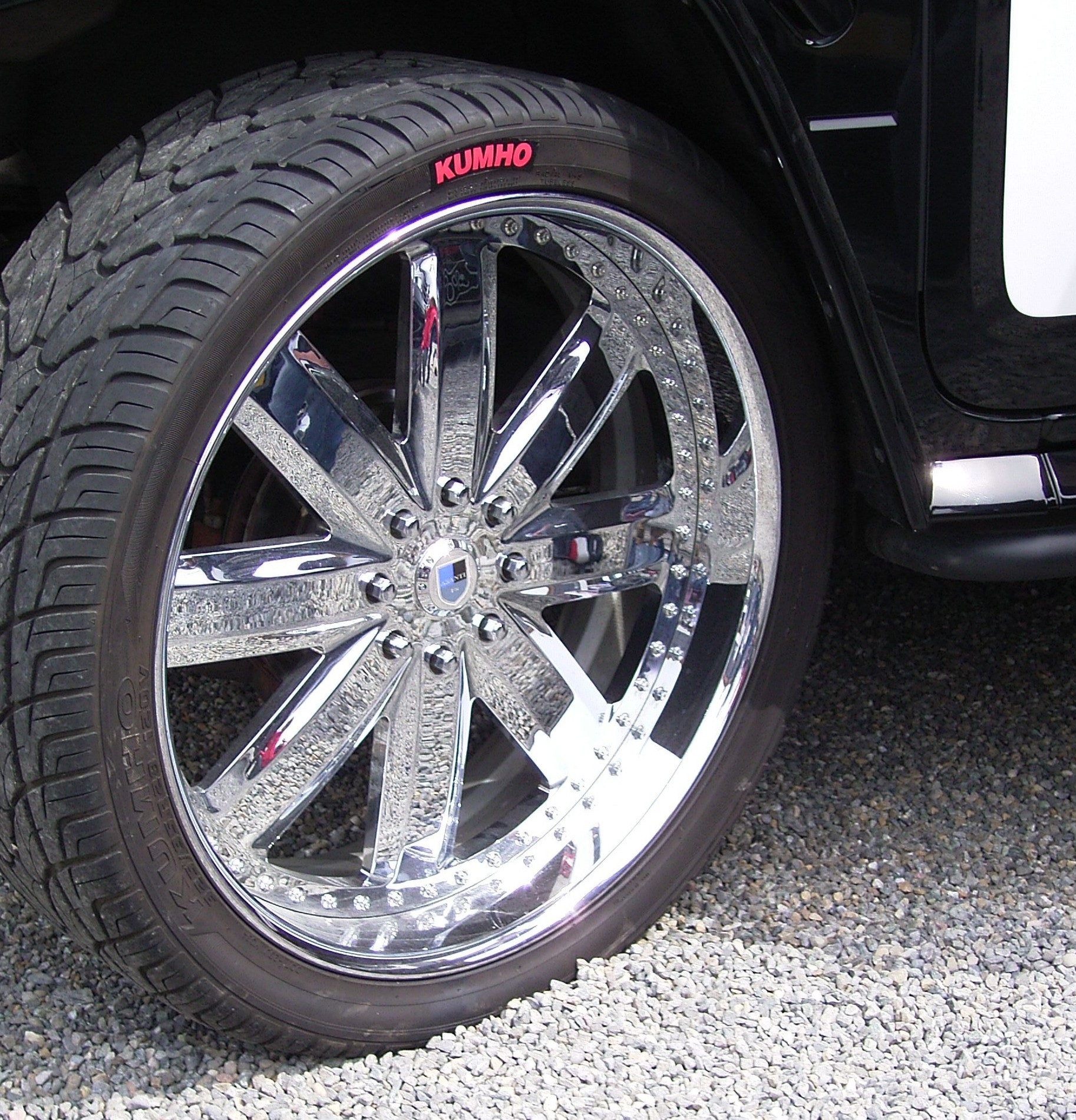
Roue dub montée sur un Hummer H2

Le terme dub est dérivé d’un mot de l’argot américain signifiant vingt. Il désigne une roue de voiture équipée d'une jante de 20 pouces (50,8 cm) de diamètre et a été popularisé par la musique hip-hop.
En général, ces jantes sont en chrome ou en alliage d’aluminium poli. Elles sont très voyantes et donnent un effet aux voitures qui en sont pourvues. Les automobiles dites dub sont souvent des modèles haut de gamme (berlines comme la Chrysler 300C, Ford Mustang, SUV comme le Hummer H2, ou voitures de sport). Elles sont souvent enrichies d'équipements intérieurs (sonorisation, multimédia et vidéo) très soignés.
Contrairement aux styles Lowrider et Donk plus populaires, le dub s’adresse plus généralement à de riches propriétaires d’automobiles haut de gamme. Le magazine américain DUB a grandement contribué à faire connaitre ce type de personnalisation automobile depuis le début des années 2000, notamment en présentant des personnalités avec leur véhicule modifié. 